# Binhai Jiedao (socken i Kina)
Binhai Jiedao (kinesiska: 滨海街道, 滨海) är en socken i Kina. Den ligger i provinsen Shandong, i den östra delen av landet, omkring 280 kilometer öster om provinshuvudstaden Jinan. Antalet invånare är 51494. Befolkningen består av 23 816 kvinnor och 27 678 män. Barn under 15 år utgör 12,0 %, vuxna 15-64 år 78 %, och äldre över 65 år 9,0 %.
Genomsnittlig årsnederbörd är 918 millimeter. Den regnigaste månaden är juli, med i genomsnitt 259 mm nederbörd, och den torraste är januari, med 11 mm nederbörd.